# ريكاردو ألفاريز كازانوفا
ريكاردو ألفاريز كازانوفا (بالإسبانية: Ricardo Álvarez Casanova)‏ (20 يناير 1999 في تشيلي - ) هو لاعب كرة قدم تشيلي في مركز الوسط. لعب مع كولو-كولو.

## وصلات خارجية
- ريكاردو ألفاريز كازانوفا على موقع قاعدة بيانات كرة القدم.إي يو (الإنجليزية)
- ريكاردو ألفاريز كازانوفا على موقع Soccerway.com (الإنجليزية)
- ريكاردو ألفاريز كازانوفا على موقع عالم كرة القدم.نت (الإنجليزية)
- ريكاردو ألفاريز كازانوفا على موقع AS.com (الإسبانية)